# Douglas XB-19
El Douglas XB-19 fue el bombardero más grande construido para las Fuerzas Aéreas del Ejército de los Estados Unidos hasta 1946. Fue designado originalmente como XBLR-2 (siendo XBLR- Bombardero Experimental, Larga Distancia).

## Diseño y desarrollo

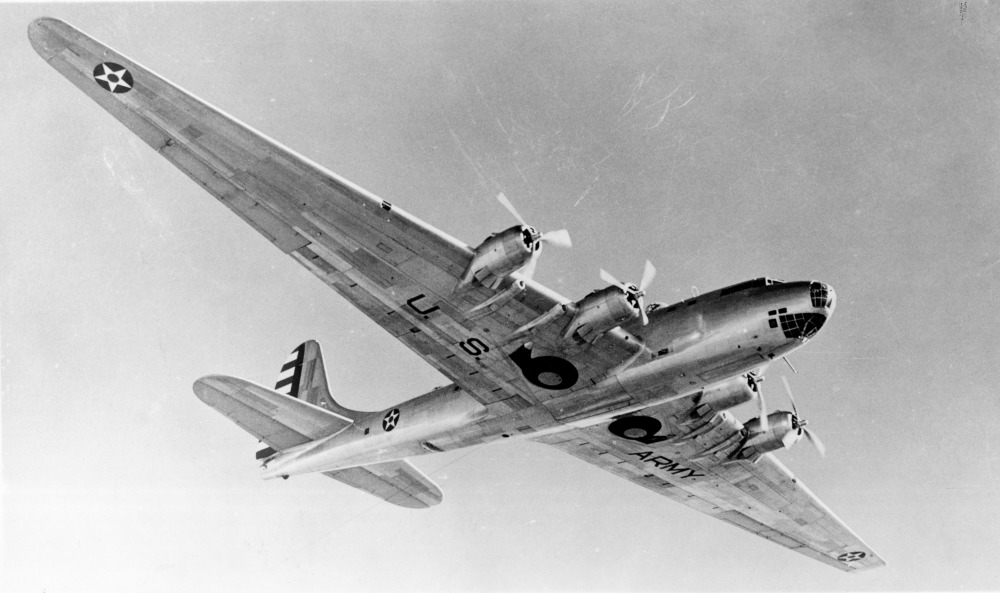
Douglas XB-19 38-471

El diseño del XB-19 tenía la intención de probar características de vuelo y técnicas de diseño para bombarderos gigantes; aunque Douglas quiso cancelar este caro proyecto. A pesar de que los avances en tecnología hicieron al XB-19 obsoleto antes de que se acabara su construcción, el Cuerpo Aéreo del Ejército de los Estados Unidos pensó que el prototipo podría ser útil para realizar diversas pruebas. Para su construcción se tomó tanto tiempo, que los contratos para construir los XB-35 y XB-36 se plasmaron dos meses antes de su primer vuelo.
El avión voló el 27 de junio de 1941, más de tres años después de que el contrato fuese otorgado. En 1943, los motores Wright R-3350 fueron reemplazados por los Allison V-3420-11 (motores en V). Al terminar las pruebas, el XB-19 sirvió como transporte hasta su desguace en Tucson en 1949.

## Variantes
XBLR-2
Designación original.
XB-19
Redesignación como prototipo de bombardero pesado. Motores Wright R-3350.
XB-19A
Remotorización del prototipo XB-19 con Allison V-3420-11.

## Operadores
Estados Unidos
- Cuerpo Aéreo del Ejército de los Estados Unidos
- Fuerzas Aéreas del Ejército de los Estados Unidos

## Supervivientes

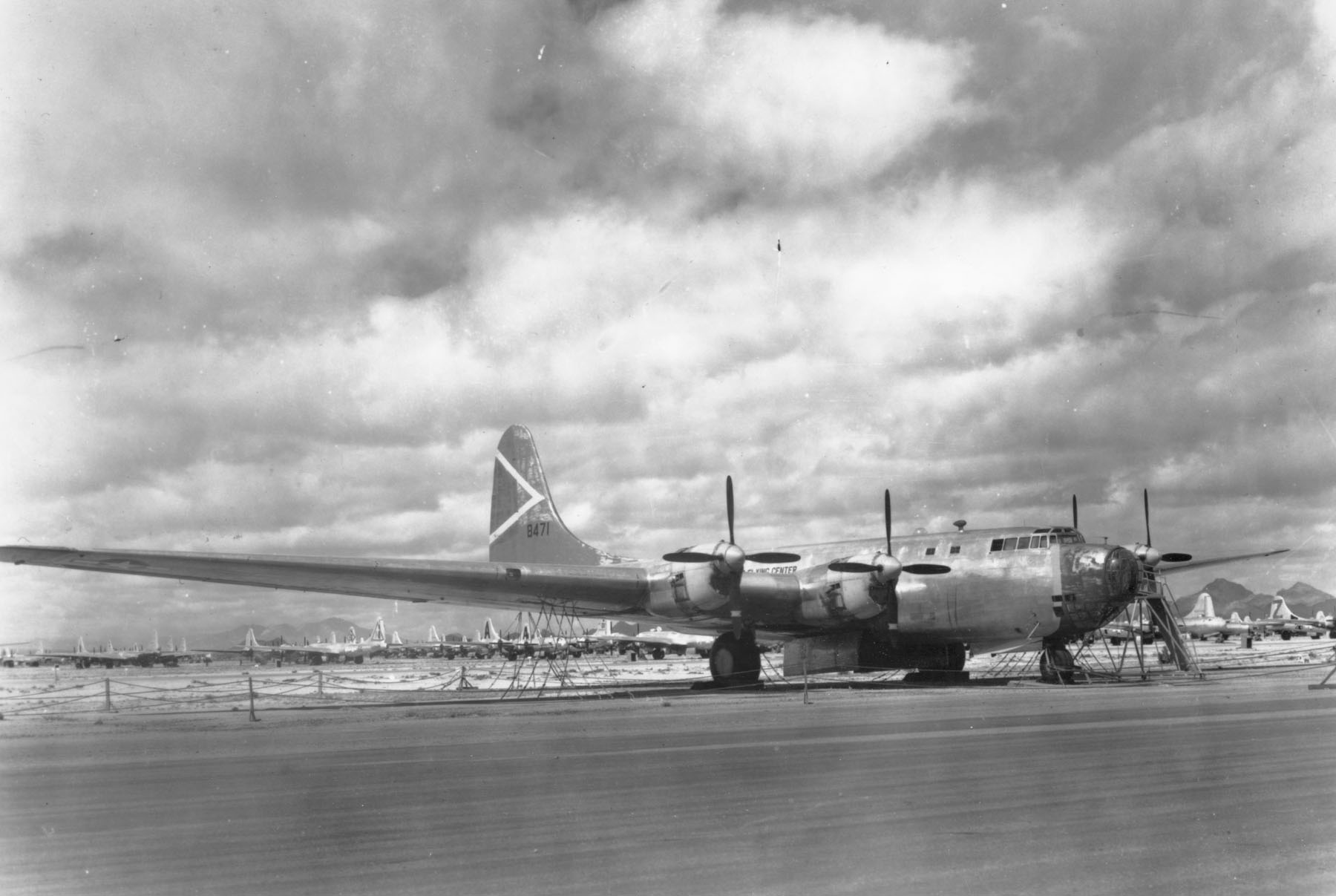
XB-19 en la Base de la Fuerza Aérea Davis-Monthan antes de ser desguazado.

La nueva Fuerza Aérea de los Estados Unidos tenía planes de salvar al B-19 para exposición, pero en 1949 no había ningún programa para salvar aviones históricos, y el Museo de la Fuerza Aérea todavía no había sido construido. Así que el B-19 fue desguazado, pero dos de sus enormes ruedas principales fueron salvadas. Una fue puesta en exposición el Hill Aerospace Museum de la Base Hill de la Fuerza Aérea en Ogden, Utah; y la otra ha estado en exposición durante muchos años en el Museo Nacional de la Fuerza Aérea de Estados Unidos en Dayton, Ohio, en la galería "Primeros Años".

## Especificaciones (XB-19A)
Referencia datos: Steve Pace (2003) p19

### Características generales
- Longitud: 40,2 m (131,9 ft)
- Envergadura: 64,6 m (211,9 ft)
- Altura: 13 m (42,7 ft)
- Superficie alar: 417 m² (4488,7 ft²)
- Peso vacío: 39 000 kg (85 956 lb)
- Peso cargado: 72 000 kg (158 688 lb)
- Peso máximo al despegue: 74 400 kg (163 977,6 lb)
- Planta motriz: 4× motor lineal V-24 Allison V-3420-11.
  - Potencia: 1940 kW (2675 HP; 2638 CV) cada uno.

### Rendimiento
- Velocidad máxima operativa (Vno): 426 km/h (265 MPH; 230 kt)
- Velocidad crucero (Vc): 266 km/h (165 MPH; 144 kt)
- Alcance: 6800 km (3672 nmi; 4225 mi)
- Alcance en ferry: 12 500 m (41 010 ft)
- Techo de vuelo: 12 000 m (39 370 ft)
- Régimen de ascenso: 3,3 m/s (650 ft/min)
- Carga alar: 170 kg/m² (34,8 lb/ft²)
- Potencia/peso: 110 W/kg

### Armamento
- Ametralladoras: 

  - 5x Browning M2 de 12,7 mm
  - 6x Browning M1919 de 7,62 mm

- Cañones: 

  - 2× cañón automático de 37 mm
- Bombas: 8480 kg de bombas internamente; 16 825 kg de carga máxima de bombas incluyendo soportes externos

## Aeronaves relacionadas

### Aeronaves similares
- Boeing XB-15
- Boeing Y1B-20
- Convair B-36

### Secuencias de designación
- Secuencia BLR-_ (Bombarderos de Largo Alcance del USAAC, 1935-1936): BLR-1 - BLR-2 - BLR-3
- Secuencia B-_ (Bombarderos del USAAC/USAAF/USAF, 1926-1962): ← B-16 - B-17 - B-18 - B-19 - B-20 - B-21 - B-22 →